# 第52回有馬記念
第52回有馬記念とは、2007年12月23日に中山競馬場で施行された競馬競走である。
この回から同競走は国際競走となり、外国馬が6頭まで出走可能となった。

## ファン投票の結果
11月7日から12月3日までファン投票が行われ、11月22日に第1回中間発表、11月29日に第2回中間発表、12月6日に最終発表が行われた。最終の有効件数は15万4448件、有効投票総数は148万2941票だった。
- 最終順位上位20頭

| 最終順位 | 馬名               | 第1回  | 第1回 | 第2回  | 第2回 | 最終    | 出否      |
| 最終順位 | 馬名               | 票数   | 順位  | 票数   | 順位  | 票数    | 出否      |
| -------- | ------------------ | ------ | ----- | ------ | ----- | ------- | --------- |
| 1位      | ウオッカ           | 18,014 | 1     | 68,737 | 1     | 105,441 | 出走      |
| 2位      | メイショウサムソン | 17,584 | 2     | 67,823 | 2     | 102,560 | 出走      |
| 3位      | ダイワメジャー     | 14,643 | 3     | 59,133 | 3     | 90,715  | 出走      |
| 4位      | ダイワスカーレット | 13,071 | 5     | 48,834 | 5     | 74,134  | 出走      |
| 5位      | アドマイヤムーン   | 13,168 | 4     | 49,047 | 4     | 64,886  | 引退      |
| 6位      | ポップロック       | 8,883  | 8     | 37,964 | 7     | 61,688  | 出走      |
| 7位      | ドリームパスポート | 9,808  | 7     | 39,827 | 6     | 60,264  | 出走      |
| 8位      | アサクサキングス   | 9,913  | 6     | 34,656 | 8     | 52,149  | 回避      |
| 9位      | インティライミ     | 8,492  | 9     | 34,282 | 9     | 50,769  | 出走      |
| 10位     | ヴィクトリー       | 6,380  | 10    | 23,055 | 10    | 34,042  | 回避      |
| 11位     | ロックドゥカンブ   | 5,861  | 11    | 19,957 | 11    | 30,275  | 出走      |
| 12位     | アイポッパー       | 4,933  | 12    | 17,115 | 12    | 26,265  | 回避      |
| 13位     | デルタブルース     | 3,093  | 22    | 12,691 | 18    | 21,791  | 出走      |
| 14位     | アサヒライジング   | 3,752  | 14    | 14,061 | 13    | 21,624  | 回避      |
| 15位     | チョウサン         | 3,221  | 21    | 12,726 | 17    | 20,833  | 出走      |
| 16位     | カンパニー         | 3,252  | 20    | 13,224 | 15    | 20,151  | 回避      |
| 17位     | フサイチパンドラ   | 3,418  | 17    | 12,683 | 19    | 19,580  | 出走→取消 |
| 18位     | アグネスアーク     | 4,842  | 13    | 13,914 | 14    | 19,324  | 回避      |
| 19位     | マツリダゴッホ     | 3,630  | 15    | 12,850 | 16    | 19,172  | 出走      |
| 20位     | ドリームジャーニー | 3,577  | 16    | 12,403 | 20    | 18,593  | 回避      |

- 最終登録を行った馬のうち、最終順位21位以下で100位までに入った馬の順位

| 最終順位 | 馬名             | 第1回 | 第1回 | 第2回  | 第2回 | 最終   | 出否      |
| 最終順位 | 馬名             | 票数  | 順位  | 票数   | 順位  | 票数   | 出否      |
| -------- | ---------------- | ----- | ----- | ------ | ----- | ------ | --------- |
| 23位     | サンツェッペリン | 3,022 | 23    | 10,358 | 23    | 15,384 | 出走      |
| 39位     | アドマイヤフジ   | 1,450 | 38    | 5,279  | 38    | 8,168  | 登録→回避 |
| 46位     | ハイアーゲーム   | 1,051 | 46    | 4,011  | 46    | 6,027  | 出走      |
| 70位     | シルクネクサス   | 462   | 67    | 1,745  | 70    | 2,700  | 登録→回避 |

## レース施行前の状況

### 各競走の結果
| 施行日   | レース名                     | 着順 | 競走馬名           |
| -------- | ---------------------------- | ---- | ------------------ |
| 9月23日  | 第53回オールカマー           | 1着  | マツリダゴッホ     |
| 10月7日  | 第58回毎日王冠               | 1着  | チョウサン         |
| 10月7日  | 第42回京都大賞典             | 1着  | インティライミ     |
| 10月28日 | 第136回天皇賞（秋）          | 1着  | メイショウサムソン |
| 10月28日 | 第136回天皇賞（秋）          | 2着  | アグネスアーク     |
| 11月4日  | 第45回アルゼンチン共和国杯   | 1着  | アドマイヤジュピタ |
| 11月11日 | 第32回エリザベス女王杯       | 1着  | ダイワスカーレット |
| 11月11日 | 第32回エリザベス女王杯       | 2着  | フサイチパンドラ   |
| 11月25日 | 第27回ジャパンカップ         | 1着  | アドマイヤムーン   |
| 11月25日 | 第27回ジャパンカップ         | 2着  | ポップロック       |
| 12月1日  | 第41回ステイヤーズステークス | 1着  | マキハタサイボーグ |

### 登録及び施行直前の状況
11月26日、出走予定馬の1頭、ダイワメジャーが、このレースを最後に競走馬を引退することがオーナーより表明された。
ファン投票20位以内の馬のうち、5位のアドマイヤムーンはすでに競走馬登録を抹消されていたため、8位のアサクサキングスと10位のヴィクトリーは放牧に出されたために回避した。また、12位のアイポッパーは馬インフルエンザ感染に伴い調整が遅れたために回避した。地方からはコスモバルクが出走を表明していた。
12月9日に発表された最終登録時点では、出走可能頭数（フルゲート）16頭に対し21頭の特別登録があり、ファン投票上位馬で最終登録を行った15位のチョウサンまでの10頭はファン投票選出馬となった。同年から国際競走となっていたが、外国馬の登録はなかった。地方馬枠ではコスモバルクが出走可能となっていた。
残りの出走枠について、収得賞金上位5頭のフサイチパンドラ、マツリダゴッホ、シルクネクサス、アドマイヤジュピタ、サンツェッペリン（いずれも賞金順）までが出走可能となっていたが、アドマイヤジュピタが日経新春杯に向かうため、回避を表明し、ハイアーゲームが繰り上がりで出走可能となった。
以下、プリンセスルシータ、アルーリングボイス、アドマイヤフジ、レゴラス（いずれも賞金順）の4頭が、ファン投票選出馬及び地方馬及び収得賞金上位馬の回避待ちとなった。その後、プリンセスルシータは阪神カップ、アドマイヤフジは中山金杯出走を表明して当レースを回避したため、除外対象馬は最終的にアルーリングボイスとレゴラスの2頭となった。
12月16日、ダイワメジャーの引退式をレース後に行うことがJRAより発表された。
12月20日に出馬投票が行われ、出走馬と枠順が確定し、収得賞金上位5頭内のシルクネクサスが中山金杯への出走を理由に回避した。それにより除外対象馬が繰り上がりで出走することになり、アルーリングボイスが同日の尾張ステークスに出走を決定したため、レゴラスが出走に至った。
馬券は12月21日から発売され、前々日最終オッズ時点ではメイショウサムソンが3.0倍で1番人気、ロックドゥカンブが4.4倍で2番人気、ポップロックが6.0倍で3番人気、ダイワスカーレットが6.1倍で4番人気、ウオッカが8.3倍で5番人気と5頭が10倍以内で続いた。
なおフサイチパンドラは12月22日に左寛跛行の為、出走を取り消した。同馬はこのレースを最後に引退する予定だったが、レースに出走することなく引退が決定した。同日確定した前日最終オッズ時点では、前々日最終オッズに続きメイショウサムソンが2.4倍で1番人気、ポップロックが5.9倍で2番人気、ウオッカが7.3倍で3番人気、ロックドゥカンブが7.5倍で4番人気、ダイワスカーレット8.1倍で5番人気で続き、5頭が10倍を切るオッズとなった。

## 出走馬と枠順
2007年12月23日　第5回中山競馬第8日目　第9競走
天気：晴、馬場状態：稍重、発走時刻：15時25分
| 枠番 | 馬番 | 競走馬名           | 性齢 | 騎手                 | オッズ        | 調教師     | レーティング |
| ---- | ---- | ------------------ | ---- | -------------------- | ------------- | ---------- | ------------ |
| 1    | 1    | メイショウサムソン | 牡4  | 武豊                 | 2.4（1人）    | 高橋成忠   | 122I-L       |
| 1    | 2    | ドリームパスポート | 牡4  | 高田潤               | 20.5（7人）   | 松田博資   | 113E         |
| 2    | 3    | マツリダゴッホ     | 牡4  | 蛯名正義             | 52.3（9人）   | 国枝栄     | 112L         |
| 2    | 4    | ダイワメジャー     | 牡6  | ミルコ・デムーロ     | 15.2（6人）   | 上原博之   | 121M         |
| 3    | 5    | レゴラス           | 牡6  | 柴田善臣             | 137.6（15人） | 加藤征弘   | -            |
| 3    | 6    | ポップロック       | 牡6  | オリビエ・ペリエ     | 5.0（2人）    | 角居勝彦   | 122L         |
| 4    | 7    | ダイワスカーレット | 牝3  | 安藤勝己             | 8.1（5人）    | 松田国英   | 115L         |
| 4    | 8    | ロックドゥカンブ   | 牡3  | マイケル・キネーン   | 7.5（4人）    | 堀宣行     | 112E         |
| 5    | 9    | サンツェッペリン   | 牡3  | 北村宏司             | 111.1（14人） | 斎藤誠     | 113I-L       |
| 5    | 10   | フサイチパンドラ   | 牝4  | 藤田伸二             | （出走取消）  | 白井寿昭   | 112L         |
| 6    | 11   | コスモバルク       | 牡6  | 松岡正海             | 87.6（12人）  | 田部和則   | 113I         |
| 6    | 12   | インティライミ     | 牡5  | 福永祐一             | 27.4（8人）   | 佐々木晶三 | 114L         |
| 7    | 13   | デルタブルース     | 牡6  | 川田将雅             | 59.6（10人）  | 角居勝彦   | 118L         |
| 7    | 14   | ハイアーゲーム     | 牡6  | クリストフ・ルメール | 94.1（13人）  | 大久保洋吉 | 106M         |
| 8    | 15   | チョウサン         | 牡5  | 横山典弘             | 71.1（11人）  | 清水利章   | 117L         |
| 8    | 16   | ウオッカ           | 牝3  | 四位洋文             | 6.9（3人）    | 角居勝彦   | 117L         |

負担重量は4歳以上牡馬57kg、4歳以上牝馬及び3歳牡馬55kg、3歳牝馬及び南半球産3歳牡馬53kg。

## レース結果

### レース展開

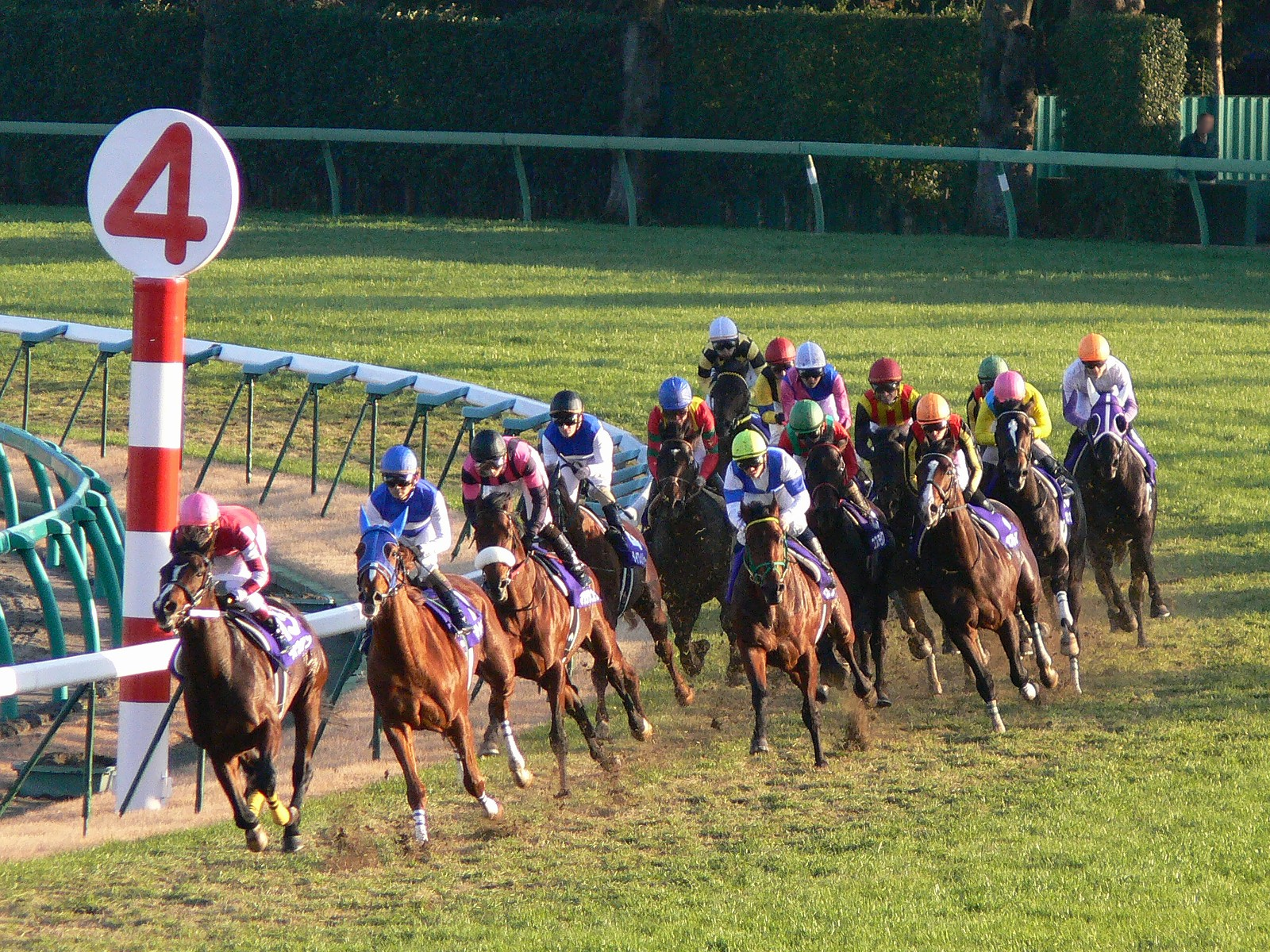
第52回有馬記念、一周目第四コーナー出口の様子

ハナを奪ったのはダイワスカーレット。そのあとをマツリダゴッホ、サンツェッペリン、チョウサン、ロックドゥカンブ、ダイワメジャー、ポップロックなどが続き、ウオッカや、比較的前からレースをすると思われていたメイショウサムソンも後ろ目を通らされることとなった。レースはスタンド正面前に入るコーナーでチョウサンがダイワスカーレットに変わってハナに立ち、レースは1000m通過が60秒台と、スローペースとなる。
そのままレースは進み、第3コーナー直前でウオッカが、さらにメイショウサムソンが仕掛けるも、外を回らされて、前と差を詰めきれないまま失速。ダイワスカーレットが失速したチョウサンに代わって先頭に立ち、そのまま押し切ろうとするも、伏兵マツリダゴッホが内側の経済コースを通ってスルスルと進出。先頭に立つとそのまま押し切りゴールイン。2着に最後まで粘っていたダイワスカーレット、3着にこれまた前でレースを進めたダイワメジャー。4着にロックドゥカンブ、5着にポップロックとなり、ほぼ道中のポジション通りの結果となった。後方から追いこんできたのはドリームパスポートだけであり、後ろで控えた有力馬は、1番人気のメイショウサムソンが8着、ウオッカが11着と惨敗した。
2007年の秋古馬3冠レースは、すべて内側のロスの少ない経済コースを比較的前目でレースをした馬が勝つ結果となった。
勝ったマツリダゴッホは9番人気と人気がなく、3連単で80万円を超える中波乱の結果となった。

### レース着順
| 着順 | 競走馬名           | タイム | 着差  |
| ---- | ------------------ | ------ | ----- |
| 1    | マツリダゴッホ     | 2:33.6 |       |
| 2    | ダイワスカーレット | 2:33.8 | 1.1/4 |
| 3    | ダイワメジャー     | 2:34.2 | 2.1/2 |
| 4    | ロックドゥカンブ   | 2:34.3 | クビ  |
| 5    | ポップロック       | 2:34.5 | 1.1/4 |
| 6    | ドリームパスポート | 2:34.8 | 2     |
| 7    | レゴラス           | 2:35.1 | 2     |
| 8    | メイショウサムソン | 2:35.2 | 3/4   |
| 9    | インティライミ     | 2:35.3 | クビ  |
| 10   | コスモバルク       | 2:35.6 | 2     |
| 11   | ウオッカ           | 2:35.7 | クビ  |
| 12   | デルタブルース     | 2:35.7 | クビ  |
| 13   | チョウサン         | 2:36.3 | 3.1/2 |
| 14   | ハイアーゲーム     | 2:36.6 | 1.3/4 |
| 15   | サンツェッペリン   | 2:37.4 | 5     |

- 取消フサイチパンドラ

#### データ
| 1000m通過タイム     | 60.6秒（チョウサン） |
| 上がり4ハロン       | 48.8秒               |
| 上がり3ハロン       | 36.4秒               |
| 優勝馬上がり3ハロン | 36.3秒               |

### 払戻
| 単勝   | 3     | 5230円   |
| 複勝   | 3     | 1030円   |
| 複勝   | 7     | 370円    |
| 複勝   | 4     | 530円    |
| 枠連   | 2-4   | 2160円   |
| 馬連   | 3-7   | 22190円  |
| 馬単   | 3-7   | 69020円  |
| 3連複  | 3-4-7 | 73320円  |
| 3連単  | 3-7-4 | 800880円 |
| ワイド | 3-7   | 5240円   |
| ワイド | 3-4   | 5500円   |
| ワイド | 4-7   | 1520円   |

- 返還：馬番10、枠連5-5

## 達成された記録
- 単勝5230円は1991年ダイユウサクの13,790円に続く有馬記念史上2位の高額配当。
- 馬単・3連単・3連複は有馬記念史上最高配当。ただし、3連複と3連単は2008年に更新された。
- GI連対経験の無い馬の優勝は1991年ダイユウサク以来16年ぶり。
- 牝馬の連対は1994年ヒシアマゾン以来13年ぶり。
- サンデーサイレンスは種牡馬として有馬記念史上最長の4連覇[1]、2023年現在最多となる5勝目[2]

## 入場者数・レース売り上げ
- 入場人員　11万363人　（前年比94.1%）
- 売上金　　451億9421万4900円　（前年比102.7%）

## レースにまつわるエピソード
- 上がり3ハロンの最速が勝ったマツリダゴッホと最後方から追い込んできたドリームパスポートの36.3秒と非常に遅かった。
- マツリダゴッホの調教師国枝栄は、レースの2週間以上前から「今年はインフルエンザが大はやり。みんなゴッホゴッホと言っていた」とサイン理論を持ち出しマツリダゴッホの優勝を予告していた[3]。
- マツリダゴッホの馬主夫妻である高橋福三郎・文枝は馬主として初のGI勝利。
- ダイワメジャー、ダイワスカーレット兄妹が出走登録を行っており、GIでは初の兄妹対決が実現した[4]。
- マツリダゴッホはサンデーサイレンスのラストクロップで、産駒最後のGI馬となった。同馬の先頭ゴールでのGI初制覇[5]で、産出した全世代の牡馬でGI制覇を達成した。
- マツリダゴッホの馬主高橋文枝が体調不良であったため、夫の福三郎も中山競馬場に向かわず岩手県八幡平市の自宅でレースを観戦した。また、生産者岡田スタッド代表の岡田牧雄も「オーナーが行かれるということだったので」と同じく自宅で観戦。直線で早め先頭に立ったマツリダゴッホに「ソレっ、ソレッ」と声援を送った。このため、表彰式には馬主・生産者が共に不在という異例の事態となった[6]。